# Moore (cráter)

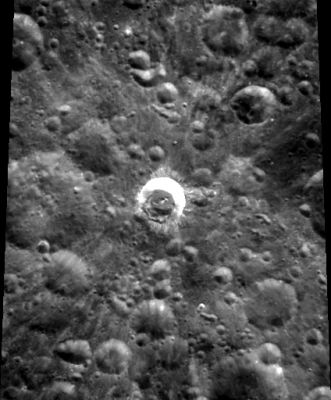
Cŕater satélite Moore F. Fotografía de la misión Clementine (1994)

Moore es un cráter de impacto perteneciente a la cara oculta de la Luna. Al igual que gran parte de la cara oculta, Moore se encuentra en una región que ha sido saturada por los impactos. Cerca de este elemento se localizan Larmor al sursudoeste, y Parsons a la misma distancia hacia el oeste.
|  |

Este cráter ha sido desgastado y dañado por impactos posteriores, particularmente en el borde occidental, donde está recubierto por un cráter doble. El suelo interior es irregular y está marcado por una cadena  de impactos fusionados que se extiende desde el sector noroeste del borde hasta el punto medio. El cráter satélite Moore L está unido al exterior del borde en su lado sur-sureste. Al este, el cráter satélite Moore F tiene un borde con un albedo relativamente alto, y se encuentra en el centro de un pequeño sistema de marcas radiales.

## Cráteres satélite
Por convención estos elementos son identificados en los mapas lunares poniendo la letra en el lado del punto medio del cráter que está más cerca de Moore.
|       | \| Moore \| Coordenadas \| Diámetro \| \| ----- \| ------------------------------- \| -------- \| \| F \| 37°24′N 175°00′O / 37.4, -175.0 \| 24 km \| \| L \| 36°06′N 177°06′O / 36.1, -177.1 \| 27 km \| |          |
| Moore | Coordenadas | Diámetro |
| F     | 37°24′N 175°00′O / 37.4, -175.0 | 24 km    |
| L     | 36°06′N 177°06′O / 36.1, -177.1 | 27 km    |